# 네티 파울러 맥코믹
낸시 마리아 "네티" 파울러 맥코믹 (Nancy Maria "Nettie" Fowler McCormick, 1835년 2월 8일 ~ 1923년 7월 5일)은 미국의 자선가였다. 그녀는 맥코믹 가문이었다.

## 어린 시절
네티는 1835년 2월 8일 뉴욕 온타리오 카운티 브라운스빌에서 태어났다. 그녀는 부유한 농부였던 Melzer Fowler(1803-1835)의 딸로 태어나기 한 달 전에 아버지가 사망했고, 어머니Clarissa(née Spicer) Fowler(1805-1842)는 그녀가 7살 때 사망했다. 그녀는 뉴욕주 클레이튼에 있는 할머니 밑에서 자랐고 트로이에 있는 엠마 윌라드 학교를 다녔다.

## 개인 생활
1857년, 네티는 시카고에 있는 친구들을 방문했을 때 발명가 사이러스 맥코믹과 메리 앤 "폴리"(네는 홀) 맥코믹 의 장남인 사이러스 맥코믹 (Cyrus Hall McCormick, 1809-1884)을 만났다. 사이러스와 네티는 1858년에 결혼했으며 일곱 자녀의 부모였다.
- 1889년 해리엇 브래들리 해먼드와 결혼한 사이러스 홀 맥코믹 주니어[2]
- 조현병을 앓고 있던 Mary Virginia McCormick(1861-1941).[3]
- 젊은 나이에 사망한 로버트 맥코믹 3세(1863~1865).
- Anita Eugenie McCormick (1866-1954)은 1889년 James G. Blaine 미국 국무장관의 아들인 Emmons Blaine과 결혼[4]
- 젊은 나이에 세상을 떠난 앨리스 맥코믹(1870~1871).
- 해롤드 파울러 맥코믹 (1872-1941), 스탠더드 오일 공동 창립자 존 D. 록펠러와 로라 스펠만 록펠러의 막내딸 에디스 록펠러 와 결혼했다.[5][6]
- 캐서린 덱스터 와 결혼한 스탠리 로버트 맥코믹(1874~1947).[7] Stanley는 또한 정신분열증을 앓았고[3] 그의 삶은 T. Coraghessan Boyle 의 1998년 소설 Riven Rock 에 영감을 주었다.[8]

그녀의 남편은 1884년 5월 13일 시카고에 있는 자택에서 사망했다. 일주일 동안 병을 앓은 후 네티는 1923년 7월 5일 일리노이주 레이크포리스트에 있는 그녀는 시카고의 Graceland Cemetery에 남편과 함께 묻혔다.

### 경력 및 자선 활동
사이러스가 사신 특허와 관련된 논쟁을 벌이는 동안 그들은 워싱턴 DC에 살았다. 그녀는 예리한 사업 감각을 가지고 있었고 남편에게 큰 자산이 되었다. Nettie는 재정 상담사가 되어 많은 비즈니스 업무를 감독했다. 그녀는 McCormick의 관심에 따라 박람회를 방문하여 회사에 연락했다. 1871년 시카고 대화재 로 McCormick Harvesting Machine Company가 파괴되었다. 하지만 사이러스가 은퇴를 생각했음에도 불구하고 네티는 이전보다 더 큰 규모로 재건축을 주장했다.
맥코믹은 하노버 신학교를 시카고로 가져오기 위해 10만 달러를 제공했다. 학교는 1884년 Cyrus가 사망한 직후 맥코믹 신학교로 개명되었다. Nettie는 사후에도 신학교에서 건물, 교수직 및 장학금에 대한 자금 지원을 계속했다. Nettie는 40개 이상의 학교와 대학에 기부했다. 그녀는 다른 어떤 "미국 시민"보다 장로교에 더 많은 돈을 주었다. 한국의 평양장로회신학교 걸립에 기부를 하였다.
사망 당시 그녀는 100만 달러 이상을 여러 기관에 나누어 남겼다. Nettie가 지원한 많은 대학 중 하나인 투스큘럼 칼리지에서는 매년 9월 13일에 Nettie Fowler McCormick Service Day를 지킨다. 이날 학생들은 그녀를 기리기 위해 사회봉사를 한다.